# キャメロン・ファンデルバーグ
キャメロン・ファンデルバーグ（Cameron van der Burgh、1988年5月25日 - ）は南アフリカプレトリア出身の競泳選手。平泳ぎ50m、100mの元世界記録保持者。
20歳で出場した北京オリンピックでは100m平泳ぎ準決勝敗退、4×100mメドレーリレーでは7位となった。
ロンドンオリンピック平泳ぎ決勝で（当時の）世界記録を出して金メダルを獲得した。